# Imre Hódos
Imre Hódos (ur. 10 stycznia 1928 w Hajdúnánás, zm. 23 kwietnia 1989 w Debreczynie), węgierski zapaśnik. Złoty medalista olimpijski z Helsinek.
Walczył w stylu klasycznym, w kategorii koguciej (do 57 kg). Brał udział w trzech igrzyskach (IO 52, IO 56, IO 60). Największy sukces w karierze odniósł na igrzyskach w 1952, zwyciężając w wadze do 73 kg. Był wicemistrzem świata w 1953. Był mistrzem Węgier w 1952, 1953, 1954, 1957 i 1960.